# Courrier
Pour les articles homonymes, voir Courrier (homonymie).
Pour l’article ayant un titre homophone, voir Courier.

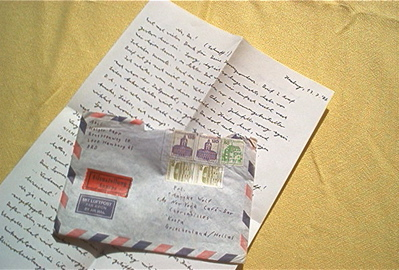
Une lettre et son enveloppe.

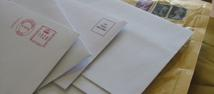
Une pile de courrier postal.

Un courrier était jadis un homme qui portait les lettres ; on retrouve ce sens dans l'expression « par retour du courrier ». Depuis, le courrier désigne la correspondance écrite entre une ou plusieurs personnes, généralement deux : un expéditeur qui l'envoie et un destinataire qui le reçoit. Ce sont des lettres manuscrites mais aussi des cartes postales. On les envoie dans une enveloppe, ou telles quelles quand il s’agit d'une carte postale. Avant l'invention et la popularisation de l’enveloppe, la ou les feuilles étaient simplement pliées puis cachetées d'un sceau en cire, d'où le pli, à différencier d'une lettre sous enveloppe.
Le courrier est protégé par le secret de la correspondance.
Le courrier existe depuis l'Antiquité et l'apparition de l'écriture.

## Timbre
De nos jours, un timbre postal doit être collé pour payer le transport du courrier par voie postale. Cette pratique a été inventée en Angleterre en 1840. En effet, à l'origine, il incombait au destinataire de payer le transporteur du courrier à la réception. Cependant, certains destinataires lisaient le courrier et refusaient la lettre ; ainsi personne ne s’acquittait du transport. Pour mettre fin à cette pratique[réf. nécessaire], il fut créé un objet sans lequel le courrier ne partait pas : Le timbre était né. Cette pratique vise donc à affranchir (au sens propre : régler) la rémunération due au transport.

## Évolution
L'arrivée de l'informatique et surtout d'internet, et sa popularité dans les années 1990, a vu l'avènement du courrier électronique.
L'activité « courrier » des services postaux est en chute libre dans le monde entier. En France, après « avoir crû jusqu’en 2001 », le volume de courrier a « commencé à décroître en 2002 au rythme d’un peu moins de 1 % par an et 3 % en 2008 », 3,5 % en 2010, ce qui représente des masses considérables. En 2010, le groupe français La Poste anticipait « une évolution des usages du courrier entraînant une baisse de 30 % des volumes d'ici 2015, à l'instar des autres opérateurs postaux européens ».
Pour pallier cette tendance, de nouveaux services se développent pour proposer aux utilisateurs (particuliers et professionnels) plus de flexibilité. Il est donc possible désormais de choisir un lieu de livraison plus commode, et de choisir entre plusieurs tarifs pour une "vitesse" de distribution standardisée, c'est-à-dire lente. De nombreuses entreprises se sont créées pour dispenser des livraisons rapides partout dans le monde (La Poste, TNT, DHL…).
Le 21 juillet 2022, La Poste annonce l'arrêt de la commercialisation du timbre pour les envois des courriers à distribution prioritaires, dit timbre rouge, pour des raisons écologiques (empreinte carbone).
À partir du 1er janvier 2023 ce service sera remplacé par une e-lettre : correspondance dématérialisée par le client lors de l'envoi puis imprimée et distribuée par La Poste.